# Álvaro Lozano
Álvaro Lozano Moncada (Cúcuta, 14 mei 1964) is een Colombiaans voormalig wielrenner. Hij stond meerdere keren op het podium bij de nationale kampioenschappen maar werd nooit daadwerkelijk kampioen. Met twee eindoverwinningen is hij recordwinnaar van de Clasico Banfoandes.

## Belangrijkste overwinningen
1991
- Combinatieklassement Ronde van Portugal

1993
- Clasico Banfoandes

1994
- Clasico Banfoandes

1998
- 13e etappe Ronde van Venezuela
- 15e etappe Ronde van Venezuela
- Eindklassement Ronde van Venezuela
- 12e etappe Ronde van Táchira

2000
- Eindklassement Ronde van Venezuela

2001
- 9e etappe Ronde van Guatemala
- 11e etappe Ronde van Guatemala

2002
- 13e etappe Ronde van Venezuela
- 1e etappe Ronde van Costa Rica

2004
- 3e etappe Clásico RCN

## Grote rondes
| Jaar | Ronde van Italië | Ronde van Frankrijk | Ronde van Spanje |
| ---- | ---------------- | ------------------- | ---------------- |
| 1997 | 50e              |                     |                  |